# Fabian-und-Sebastian-Kirche (Beverstedt)

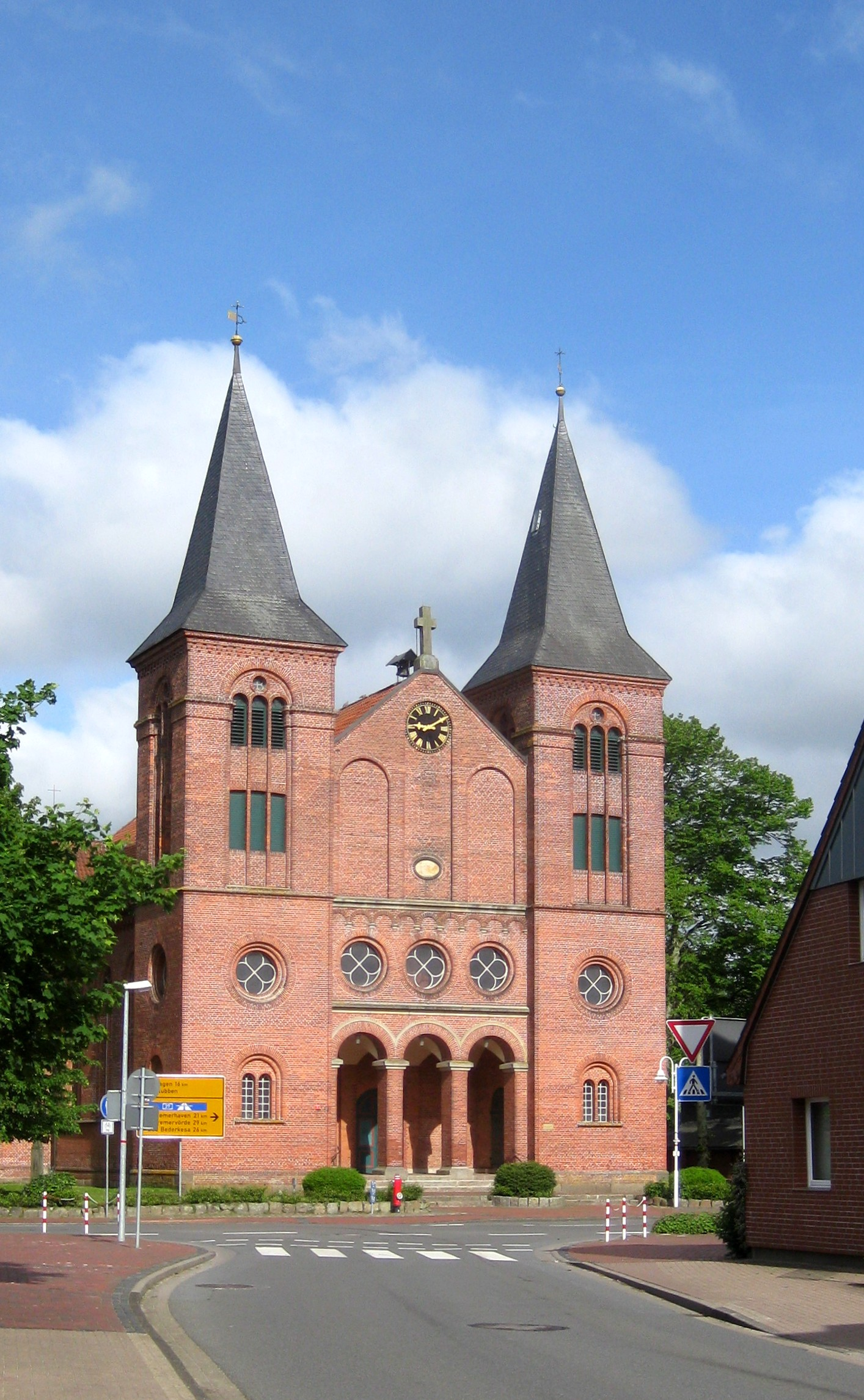
Fabian- und Sebastian-Kirche

Die ev.-luth. Fabian- und Sebastian-Kirche steht am nördlichen Rand der Luneniederung am Schnittpunkt regionaler Wegeverbindungen u. a. der der Wesermünder Straße in Beverstedt, einer Einheitsgemeinde im Landkreis Cuxhaven von Niedersachsen. Die Kirchengemeinde gehört zum Kirchenkreis Wesermünde im Sprengel Stade der Evangelisch-lutherischen Landeskirche Hannovers.
Das Gebäude steht unter Denkmalschutz (siehe auch Liste der Baudenkmale in Beverstedt)

## Geschichte
Bereits im 9. Jahrhundert wurde eine hölzerne Taufkirche errichtet. Im 11. Jahrhundert entstand eine Feldsteinkirche, die im Osten später durch einen Anbau aus Backsteinen erweitert wurde. Diese Kirche hatte bereits eine Länge von 42 m.
Mitte des 19. Jahrhunderts war die Kirche baufällig und wurde durch den heutigen Beverstedter Bauerndom mit 1100 Sitzplätzen ersetzt. Auf die Ostung der Kirche wurde verzichtet, damit der Zugang der Straße aus möglich wurde.

### Gebäude
Die Kirche ist weithin in der Landschaft sichtbar und liegt inmitten des baumbestandenen ehemaligen Friedhofs auf der Westseite des alten Ortskerns.
Die spätklassizistische Saalkirche aus Backstein im Rundbogenstil als Kreuzkirche besteht aus dem Langhaus und dem Querschiff unter Satteldächern in Hohlpfannendeckung: alle Türme mit vierseitigem Knickhelm in Schieferdeckung. Sie wurde von 1849 bis 1851 nach Plänen des Stader Landbaumeisters E. A. Giesewell gebaut. Im Osten befindet sich die Fassade mit zwei Türmen, die mit spitzen Helmen bedeckt sind. Das Portal befindet sich in der Mitte der Fassade hinter drei Arkaden. Im Westen ist eine Chornische als Apsis mit zwei kleinen Türmen. Alle Fassaden durch Rundbogenfenster sowie rundbogige Blendnischen und horizontale Gesimse gegliedert; die Doppelturmfassade zusätzlich betont durch dreiteilige Rundbogenarkade der Eingangshalle, niedrige Fensterzone mit Rundfenstern und Blendgiebel mit der Uhr.

### Innen
Der Innenraum ist mit einer Flachdecke als Voutendecke überspannt. Die Ausmalung von 1922 mit klassizistischen Ornamenten durch den Kirchenmaler Bücker aus Hannover wurde in den 1960er Jahren beseitigt und 1997/98 in der ursprünglichen Farbfassung wiederhergestellt. An Nord-, Ost- und der Südseite befinden sich Emporen auf dünnen gusseisernen Säulen.
Ausstattung: Im Westen steht ein spätgotischer Schnitzaltar (Mitte 15. Jh.) als Kanzelaltarwand aus der Erbauungszeit. Aus dem Vorgängerbau sind das bronzene Taufbecken aus der Mitte des 13. Jahrhunderts sowie das dreiflügelige spätgotische Altarretabel. In der Mitte ist die Kreuzigung, auf den Flügeln sind ein Marienbildnis und Maria im Kindbett dargestellt. Der Schrein wurde vollständig erneuert.
Die Orgel von 1966 mit Registern der ursprünglichen Arp-Schnitger-Orgel von 1709 steht auf der Ostempore.